# Maria Eufrasia Iaconis
María Eufrasia Iaconis est une religieuse italienne, née le 18 novembre 1867 à Casino di Calabria, actuellement Castelsilano en Italie, morte le 2 août 1916 à Buenos Aires en Argentine. Elle se consacre à l'éducation des enfants et aux malades, et crée une fondation en Argentine. Lorsque son ordre est dissous en Italie, elle crée une nouvelle congrégation pour prendre la suite, et fonde les Filles de l'Immaculée Conception de Buenos Aires. Elle est déclarée vénérable par le pape François le 13 mai 2019.

## Biographie

### Jeunesse
Maria Giuseppina Amalia Sofia Iaconis naît le 18 novembre 1867 à Casino di Calabria, actuellement Castelsilano, dans la province de Crotone, en Italie,. Ses parents sont Luigi Antonio Iaconis et Maria Antonia Spina. Elle est baptisée dans la paroisse de Sainte Marie Immaculée, et reçoit les prénoms de Maria Giuseppina Amalia Sofia, mais sera usuellement appelée Sofia.
Sa mère meurt lorsqu'elle a quatre ans. Elle est élevée dans la foi par un oncle prêtre et par une tante qui a fondé la communauté des Sœurs de la Charité filles de l'Immaculée, qui se vouent à l'éducation des enfants et aux malades. Elle reçoit précocement la première communion, étant gravement malade, et retrouve la santé peu après.

### Religieuse, fondation en Argentine
Elle entre chez les Sœurs de la Charité et y reçoit le nom de Maria Eufrasia. En 1893, la communauté reçoit une demande de l'évêque de Buenos Aires pour que les religieuses y aillent s'occuper de l'hôpital italien de Buenos Aires.
Sœur Maria Eufrasia et sept autres religieuses partent pour l'Argentine le 2 août 1893. Elles rencontrent des difficultés à l'hôpital, mais sœur Eufrasia s'efforce de les aplanir, avec son caractère doux et paisible. Plusieurs vocations naissent autour d'elles, et des jeunes filles les rejoignent, comme Giuseppina Tognoni. Elle connaissent une certaine expansion à partir de 1894, à Santa Fe, à Rosario et à Buenos Aires.

### Dissolution de son ordre
Mais la situation de son ordre en Italie est devenue subitement grave, à la suite de plaintes déposées au Saint-Office. La congrégation des Sœurs de la Charité, filles de l'Immaculée, est dissoute le 30 janvier 1901. Sœur Eufrasie est rappelée d'urgence en Italie par sa tante pour tâcher de sauver ce qui peut l'être, mais ne peut que témoigner du charisme de ce qu'elle a vécu, avant de se retirer de la gouvernance.

### Nouvelles fondations
Elle tâche l'année suivante de préserver le charisme et les œuvres de son ordre. Pour cela, elle en révise les constitutions et obtient l'autorisation de fonder une nouvelle congrégation dans le vicariat de Rome. Le nom du nouvel ordre est « Filles de la Mère divine ».
De retour en Argentine, elle réunit les différentes communautés et crée une autre fondation, dans le diocèse de Buenos Aires. Elle obtient du pape le nom de « Filles de l'Immaculée Conception ».
Les œuvres ont alors repris, mais sans nouvelles vocations. Pour y remédier, Mère Eufrasie décide de créer un noviciat en Italie ; après un refus épiscopal à Gênes, elle trouve de nombreuses vocations à Bergame.
À la demande d'un prêtre de Milan, les religieuses y installent un oratoire festif, puis s'implantent en 1913 dans un bâtiment plus grand. De nouvelles postulantes arrivent dans la communauté, dont la mystique Maria Pierina De Micheli.
Mère Eufrasie continue à faire la navette entre l'Italie et l'Argentine, visite les communautés et encourage les religieuses. Mais à partir de 1914, elle est fréquemment malade ; la cause en est un cancer de l'estomac. En tâchant de ne pas le laisser paraître, elle souffre physiquement, et aussi à cause du manque de vocations, mais garde confiance.
Hospitalisée à Pirovano, elle y meurt le 2 août 1916. D'abord inhumée à Buenos Aires, elle est enterrée depuis 1996 dans la chapelle de la maison mère.

## Cause en béatification
La cause pour la béatification de Maria Eufrasia Iaconis est introduite au niveau diocésain, puis à Rome auprès de la Congrégation pour la cause des saints. Maria Eufrasia Iaconis est reconnue « vénérable » par le pape François le 14 mai 2019, ses vertus étant reconnues « héroïques ».